# Olympische Sommerspiele 2020/Teilnehmer (Polen)
| Gelbes Symbol für Goldmedaillen mit stilisierten Olympischen Ringen | Graues Symbol für Silbermedaillen mit stilisierten Olympischen Ringen | Braundes Symbol für Bronzemedaillen mit stilisierten Olympischen Ringen |
| ------------------------------------------------------------------- | --------------------------------------------------------------------- | ----------------------------------------------------------------------- |
| 4                                                                   | 5                                                                     | 5                                                                       |

Polen nahm an den Olympischen Spielen 2020 in Tokio mit 207 Sportlern in 25 Sportarten teil. Es war die insgesamt 22. Teilnahme an Olympischen Sommerspielen.

## Teilnehmer nach Sportarten

### Basketball

#### 3×3 Basketball
| Wettbewerb    | Herren |
| ------------- | --- |
| Athleten      | Michael Hicks Paweł Pawłowski Szymon Rduch Przemysław Zamojski                                               |
| Gruppenphase  | Lettland (14–21) Japan (20–19) Serbien (12–15) ROC (21–16) China (19–21) Niederlande (20–22) Belgien (14–16) |
| Viertelfinale | ausgeschieden                                                                                                |
| Halbfinale    | ausgeschieden                                                                                                |
| Finale        | ausgeschieden                                                                                                |
| Platzierung   | 7. Platz |

### Beachvolleyball
| Athleten                     | Gruppenphase            | Gruppenphase              | Gruppenphase | Gruppenphase | Achtelfinale   | Achtelfinale       | Viertelfinale | Viertelfinale | Halbfinale    | Halbfinale    | Finale        | Finale        | Rang |
| Athleten                     | Gegner                  | Ergebnis                  | Punkte       | Rang         | Gegner         | Ergebnis           | Gegner        | Ergebnis      | Gegner        | Ergebnis      | Gegner        | Ergebnis      | Rang |
| ---------------------------- | ----------------------- | ------------------------- | ------------ | ------------ | -------------- | ------------------ | ------------- | ------------- | ------------- | ------------- | ------------- | ------------- | ---- |
| Männer                       |                         |                           |              |              |                |                    |               |               |               |               |               |               |      |
| Grzegorz Fijałek Michał Bryl | Abicha / Elgraoui       | 2:0 (21:17, 21:11)        | 5            | 2            | Nicolai / Lupo | 0:2 (20:22, 18:21) | ausgeschieden | ausgeschieden | ausgeschieden | ausgeschieden | ausgeschieden | ausgeschieden | 9    |
| Grzegorz Fijałek Michał Bryl | Grimalt / Grimalt       | 2:0 (21:17, 21:18)        | 5            | 2            | Nicolai / Lupo | 0:2 (20:22, 18:21) | ausgeschieden | ausgeschieden | ausgeschieden | ausgeschieden | ausgeschieden | ausgeschieden | 9    |
| Grzegorz Fijałek Michał Bryl | Evandro / Bruno Schmidt | 1:2 (21:19, 14:21, 15:17) | 5            | 2            | Nicolai / Lupo | 0:2 (20:22, 18:21) | ausgeschieden | ausgeschieden | ausgeschieden | ausgeschieden | ausgeschieden | ausgeschieden | 9    |
| Piotr Kantor Bartosz Łosiak  | Gottsu / Shiratori      | 2:0 (21:15, 21:14)        | 4            | 3            | ausgeschieden  | ausgeschieden      | ausgeschieden | ausgeschieden | ausgeschieden | ausgeschieden | ausgeschieden | ausgeschieden | 17   |
| Piotr Kantor Bartosz Łosiak  | Thole / Wickler         | 0:2 (20:22, 16:21)        | 4            | 3            | ausgeschieden  | ausgeschieden      | ausgeschieden | ausgeschieden | ausgeschieden | ausgeschieden | ausgeschieden | ausgeschieden | 17   |
| Piotr Kantor Bartosz Łosiak  | Nicolai / Lupo          | 1:2 (19:21, 21:17, 10:15) | 4            | 3            | ausgeschieden  | ausgeschieden      | ausgeschieden | ausgeschieden | ausgeschieden | ausgeschieden | ausgeschieden | ausgeschieden | 17   |
| Piotr Kantor Bartosz Łosiak  | Herrera / Gavira *      | 1:2 (29:31, 21:19, 7:15)  | Play-off     | Play-off     | ausgeschieden  | ausgeschieden      | ausgeschieden | ausgeschieden | ausgeschieden | ausgeschieden | ausgeschieden | ausgeschieden | 17   |

* Lucky-Loser-Play-off

### Bogenschießen
| Athleten                           | Wettbewerb | Qualifikation | Qualifikation | 1. Runde  | 1. Runde | 2. Runde      | 2. Runde      | Achtelfinale  | Achtelfinale  | Viertelfinale | Viertelfinale | Halbfinale    | Halbfinale    | Finale        | Finale        | Rang          |
| Athleten                           | Wettbewerb | Ringe         | Rang          | Gegner    | Ergebnis | Gegner        | Ergebnis      | Gegner        | Ergebnis      | Gegner        | Ergebnis      | Gegner        | Ergebnis      | Gegner        | Ergebnis      | Rang          |
| ---------------------------------- | ---------- | ------------- | ------------- | --------- | -------- | ------------- | ------------- | ------------- | ------------- | ------------- | ------------- | ------------- | ------------- | ------------- | ------------- | ------------- |
| Frauen                             |            |               |               |           |          |               |               |               |               |               |               |               |               |               |               |               |
| Sylwia Zyzańska                    | Einzel     | 630           | 42            | L. Boari  | 0:6      | ausgeschieden | ausgeschieden | ausgeschieden | ausgeschieden | ausgeschieden | ausgeschieden | ausgeschieden | ausgeschieden | ausgeschieden | ausgeschieden | ausgeschieden |
| Männer                             |            |               |               |           |          |               |               |               |               |               |               |               |               |               |               |               |
| Sławomir Napłoszek                 | Einzel     | 637           | 59            | S. Wijler | 4:6      | ausgeschieden | ausgeschieden | ausgeschieden | ausgeschieden | ausgeschieden | ausgeschieden | ausgeschieden | ausgeschieden | ausgeschieden | ausgeschieden | ausgeschieden |
| Mixed                              |            |               |               |           |          |               |               |               |               |               |               |               |               |               |               |               |
| Sławomir Napłoszek Sylwia Zyzańska | Mannschaft | 1237          | 24            | —         | —        | —             | —             | ausgeschieden | ausgeschieden | ausgeschieden | ausgeschieden | ausgeschieden | ausgeschieden | ausgeschieden | ausgeschieden | ausgeschieden |

### Boxen
| Athleten         | Wettbewerb               | 1. Runde    | 1. Runde | Achtelfinale  | Achtelfinale  | Viertelfinale | Viertelfinale | Halbfinale    | Halbfinale    | Finale        | Finale        | Rang |
| Athleten         | Wettbewerb               | Gegner      | Ergebnis | Gegner        | Ergebnis      | Gegner        | Ergebnis      | Gegner        | Ergebnis      | Gegner        | Ergebnis      | Rang |
| ---------------- | ------------------------ | ----------- | -------- | ------------- | ------------- | ------------- | ------------- | ------------- | ------------- | ------------- | ------------- | ---- |
| Frauen           |                          |             |          |               |               |               |               |               |               |               |               |      |
| Sandra Drabik    | Fliegengewicht bis 51 kg | T. Rahimova | 1:4      | ausgeschieden | ausgeschieden | ausgeschieden | ausgeschieden | ausgeschieden | ausgeschieden | ausgeschieden | ausgeschieden | 17   |
| Karolina Łukasik | Weltergewicht bis 69 kg  | S. Yunusova | 5:0      | B. Sürmeneli  | 0:5           | ausgeschieden | ausgeschieden | ausgeschieden | ausgeschieden | ausgeschieden | ausgeschieden | 9    |
| Elżbieta Wójcik  | Weltergewicht bis 69 kg  | —           | —        | N. Fontijn    | 1:4           | ausgeschieden | ausgeschieden | ausgeschieden | ausgeschieden | ausgeschieden | ausgeschieden | 9    |
| Männer           |                          |             |          |               |               |               |               |               |               |               |               |      |
| Damian Durkacz   | Leichtgewicht bis 63 kg  | G. Mamedow  | 0:5      | ausgeschieden | ausgeschieden | ausgeschieden | ausgeschieden | ausgeschieden | ausgeschieden | ausgeschieden | ausgeschieden | 17   |

### Fechten
| Frauen                                                                     |                  |                   |         |                |       |               |               |               |               |               |               |                    |               |               |               |               |
| Aleksandra Jarecka                                                         | Degen Einzel     | Freilos           | Freilos | W. Kolobowa    | 15:11 | R. Fiamingo   | 13:15         | ausgeschieden | ausgeschieden | ausgeschieden | ausgeschieden | ausgeschieden      | ausgeschieden | ausgeschieden | ausgeschieden | ausgeschieden |
| Renata Knapik-Miazga                                                       | Degen Einzel     | Freilos           | Freilos | O. Krywyzka    | 15:8  | V. Kong       | 8:15          | ausgeschieden | ausgeschieden | ausgeschieden | ausgeschieden | ausgeschieden      | ausgeschieden | ausgeschieden | ausgeschieden | ausgeschieden |
| Ewa Trzebińska                                                             | Degen Einzel     | Freilos           | Freilos | K. Lehis       | 10:11 | ausgeschieden | ausgeschieden | ausgeschieden | ausgeschieden | ausgeschieden | ausgeschieden | ausgeschieden      | ausgeschieden | ausgeschieden | ausgeschieden | ausgeschieden |
| Aleksandra Jarecka Renata Knapik-Miazga Ewa Trzebińska Magdalena Piekarska | Degen Mannschaft | —                 | —       | —              | —     | Freilos       | Freilos       | Estland       | 26:29         | ROC           | 31:25         | Vereinigte Staaten | 26:33         | 6             |               |               |
| Martyna Jelińska                                                           | Florett Einzel   | Katina Proestakis | 15:12   | I. Deriglasowa | 8:15  | ausgeschieden | ausgeschieden | ausgeschieden | ausgeschieden | ausgeschieden | ausgeschieden | ausgeschieden      | ausgeschieden | ausgeschieden | ausgeschieden | ausgeschieden |

### Gewichtheben
| Athleten            | Wettbewerb                    | Reißen  | Reißen | Stoßen  | Stoßen | Zweikampf | Zweikampf | Rang |
| Athleten            | Wettbewerb                    | Gewicht | Rang   | Gewicht | Rang   | Gewicht   | Rang      | Rang |
| ------------------- | ----------------------------- | ------- | ------ | ------- | ------ | --------- | --------- | ---- |
| Frauen              |                               |         |        |         |        |           |           |      |
| Joanna Łochowska    | Federgewicht bis 55 kg        | 84 kg   | 10     | 102 kg  | 11     | 186 kg    | 10        | 10   |
| Männer              |                               |         |        |         |        |           |           |      |
| Bartłomiej Adamus   | Mittelschwergewicht bis 96 kg | 163 kg  | 9      | 197 kg  | 9      | 360 kg    | 7         | 7    |
| Arkadiusz Michalski | Schwergewicht bis 109 kg      | 175 kg  | 10     | 216 kg  | 7      | 391 kg    | 7         | 7    |

### Golf
| Athleten      | Runde 1 | Runde 2 | Runde 3 | Runde 4 | Gesamt | Par | Rang |
| ------------- | ------- | ------- | ------- | ------- | ------ | --- | ---- |
| Männer        |         |         |         |         |        |     |      |
| Adrian Meronk | 72      | 71      | 69      | 70      | 282    | −2  | 51   |

### Judo
| Athleten           | Wettbewerb  | 1. Runde     | 1. Runde | 2. Runde   | 2. Runde | Achtelfinale  | Achtelfinale  | Viertelfinale  | Viertelfinale | Halbfinale / Trostrunde | Halbfinale / Trostrunde | Finale / Platz 3 | Finale / Platz 3 | Rang |
| Athleten           | Wettbewerb  | Gegner       | Ergebnis | Gegner     | Ergebnis | Gegner        | Ergebnis      | Gegner         | Ergebnis      | Gegner                  | Ergebnis                | Gegner           | Ergebnis         | Rang |
| ------------------ | ----------- | ------------ | -------- | ---------- | -------- | ------------- | ------------- | -------------- | ------------- | ----------------------- | ----------------------- | ---------------- | ---------------- | ---- |
| Frauen             |             |              |          |            |          |               |               |                |               |                         |                         |                  |                  |      |
| Agatha Perenc      | bis 52 kg   | L. Pimenta   | 0s2:1s2  | —          | —        | ausgeschieden | ausgeschieden | ausgeschieden  | ausgeschieden | ausgeschieden           | ausgeschieden           | ausgeschieden    | ausgeschieden    | 17   |
| Julia Kowalczyk    | bis 57 kg   | H. Karakas   | 1s1:0s1  | —          | —        | T. Monteiro   | 10s1:0s3      | J. Klimkait    | 0:10          | E. Liparteliani         | 0:1s2                   | ausgeschieden    | ausgeschieden    | 7    |
| Agata Ozdoba-Błach | bis 63 kg   | E. García    | 10:0     | —          | —        | M. Tashiro    | 10s1:0s1      | M. Centracchio | 0s3:10s2      | A. Barrios              | 0:1s1                   | ausgeschieden    | ausgeschieden    | 7    |
| Beata Pacut        | bis 78 kg   | S. M. Mazouz | 10s1:0s2 | —          | —        | S. Hamada     | 0:10          | ausgeschieden  | ausgeschieden | ausgeschieden           | ausgeschieden           | ausgeschieden    | ausgeschieden    | 9    |
| Männer             |             |              |          |            |          |               |               |                |               |                         |                         |                  |                  |      |
| Piotr Kuczera      | bis 90 kg   | Freilos      | Freilos  | L. Bekauri | 0:10s1   | ausgeschieden | ausgeschieden | ausgeschieden  | ausgeschieden | ausgeschieden           | ausgeschieden           | ausgeschieden    | ausgeschieden    | 17   |
| Maciej Sarnacki    | über 100 kg | U. Kokauri   | 0s1:10s2 | —          | —        | ausgeschieden | ausgeschieden | ausgeschieden  | ausgeschieden | ausgeschieden           | ausgeschieden           | ausgeschieden    | ausgeschieden    | 17   |

### Kanu

#### Kanurennsport
| Athleten                                                        | Wettbewerb | Vorlauf      | Vorlauf | Viertelfinale | Viertelfinale | Halbfinale    | Halbfinale    | Finale A/B    | Finale A/B    | Rang          |
| Athleten                                                        | Wettbewerb | Zeit         | Rang    | Zeit          | Rang          | Zeit          | Rang          | Zeit          | Rang          | Rang          |
| --------------------------------------------------------------- | ---------- | ------------ | ------- | ------------- | ------------- | ------------- | ------------- | ------------- | ------------- | ------------- |
| Frauen                                                          |            |              |         |               |               |               |               |               |               |               |
| Dorota Borowska                                                 | C-1 200 m  | 47,655 s     | 1       | —             | —             | 47,703 s      | 4             | 47,116 s      | 4             | 4             |
| Marta Walczykiewicz                                             | K-1 200 m  | 41,100 s     | 2       | —             | —             | 38,563 s      | 3             | 39,170 s      | 4             | 4             |
| Helena Wiśniewska                                               | K-1 200 m  | 41,407 s     | 4       | 41,559 s      | 3             | ausgeschieden | ausgeschieden | ausgeschieden | ausgeschieden | ausgeschieden |
| Justyna Iskrzycka                                               | K-1 500 m  | 1:49,893 min | 2       | —             | —             | 1:53,899 min  | 4             | 1:54,086 min  | 3             | 11            |
| Marta Walczykiewicz                                             | K-1 500 m  | 1:50,184 min | 3       | —             | —             | 1:53,860 min  | 3             | 1:55,659 min  | 5             | 13            |
| Karolina Naja Anna Puławska                                     | K-2 500 m  | 1:44,606 min | 1       | —             | —             | 1:37,219 min  | 4             | 1:36,753 min  | 2             | Silber        |
| Karolina Naja Anna Puławska Justyna Iskrzycka Helena Wiśniewska | K-4 500 m  | 1:33,468 min | 1       | —             | —             | 1:36,078 min  | 1             | 1:36,445 min  | 3             | Bronze        |
| Männer                                                          |            |              |         |               |               |               |               |               |               |               |
| Wiktor Głazunow                                                 | C-1 1000 m | 4:25,996 min | 6       | 4:07,632 min  | 1             | 4:09,876 min  | 7             | 4:04,463 min  | 5             | 13            |
| Mateusz Kamiński                                                | C-1 1000 m | 4:11,202 min | 4       | 4:08,172 min  | 3             | ausgeschieden | ausgeschieden | ausgeschieden | ausgeschieden | ausgeschieden |
| Tomasz Barniak Wiktor Głazunow                                  | C-2 1000 m | 3:49,956 min | 6       | 3:49,770 min  | 1             | 3:28,282 min  | 3             | 3:32,317 min  | 7             | 7             |

#### Kanuslalom
| Athleten            | Wettbewerb | Vorlauf  | Vorlauf | Halbfinale    | Halbfinale    | Finale        | Finale        | Rang |
| Athleten            | Wettbewerb | Zeit     | Rang    | Zeit          | Rang          | Zeit          | Rang          | Rang |
| ------------------- | ---------- | -------- | ------- | ------------- | ------------- | ------------- | ------------- | ---- |
| Frauen              |            |          |         |               |               |               |               |      |
| Klaudia Zwolińska   | K-1        | 108,97 s | 10      | 111,76 s      | 10            | 108,98 s      | 5             | 5    |
| Aleksandra Stach    | C-1        | 134,03 s | 19      | ausgeschieden | ausgeschieden | ausgeschieden | ausgeschieden | 19   |
| Männer              |            |          |         |               |               |               |               |      |
| Krzysztof Majerczak | K-1        | 95,21 s  | 17      | 100,99        | 15            | ausgeschieden | ausgeschieden | 15   |
| Grzegorz Hedwig     | C-1        | 105,95   | 14      | 112,16        | 14            | ausgeschieden | ausgeschieden | 14   |

### Leichtathletik
Laufen und Gehen 
| Athleten | Wettbewerb       | Runde 1      | Runde 1 | Halbfinale    | Halbfinale    | Finale        | Finale        | Rang          |
| Athleten | Wettbewerb       | Zeit         | Rang    | Zeit          | Rang          | Zeit          | Rang          | Rang          |
| --- | ---------------- | ------------ | ------- | ------------- | ------------- | ------------- | ------------- | ------------- |
| Frauen |                  |              |         |               |               |               |               |               |
| Natalia Kaczmarek | 400 m            | 51,06        | 2       | 50,79         | 4             | ausgeschieden | ausgeschieden | ausgeschieden |
| Joanna Jóźwik | 800 m            | 2:01,87 min  | 3       | 2:02,32 min   | 5             | ausgeschieden | ausgeschieden | ausgeschieden |
| Angelika Sarna | 800 m            | 2:02,18 min  | 4       | ausgeschieden | ausgeschieden | ausgeschieden | ausgeschieden | ausgeschieden |
| Anna Wielgosz | 800 m            | 2:03,20 min  | 6       | ausgeschieden | ausgeschieden | ausgeschieden | ausgeschieden | ausgeschieden |
| Martyna Galant | 1500 m           | 4:05,03 min  | 8       | 4:06,01 min   | 10            | ausgeschieden | ausgeschieden | ausgeschieden |
| Alicja Konieczek | 3000 m Hindernis | 9:31,79 min  | 8       | —             | —             | ausgeschieden | ausgeschieden | ausgeschieden |
| Aneta Konieczek | 3000 m Hindernis | 10:07,25 min | 12      | —             | —             | ausgeschieden | ausgeschieden | ausgeschieden |
| Klaudia Siciarz | 100 m Hürden     | 12,98 s      | 6       | 12,84 s       | 5             | ausgeschieden | ausgeschieden | ausgeschieden |
| Pia Skrzyszowska | 100 m Hürden     | 12,75 s      | 3       | 12,89 s       | 6             | ausgeschieden | ausgeschieden | ausgeschieden |
| Joanna Linkiewicz | 400 m Hürden     | 54,93 s      | 4       | 55,67 s       | 5             | ausgeschieden | ausgeschieden | ausgeschieden |
| Aleksandra Lisowska | Marathon         | —            | —       | —             | —             | 2:35:33 h     | 35            | 35            |
| Angelika Mach | Marathon         | —            | —       | —             | —             | 2:42:26 h     | 59            | 59            |
| Karolina Nadolska | Marathon         | —            | —       | —             | —             | 2:32:04 h     | 14            | 14            |
| Katarzyna Zdziebło | 20 km Gehen      | —            | —       | —             | —             | 1:31:29 h     | 10            | 10            |
| Marika Popowicz-Drapała Klaudia Adamek Paulina Paluch Pia Skrzyszowska                                                                | 4 × 100 m        | 43,09 s      | 4       | —             | —             | ausgeschieden | ausgeschieden | ausgeschieden |
| Anna Kiełbasińska Iga Baumgart-Witan Małgorzata Hołub-Kowalik Justyna Święty-Ersetic Natalia Kaczmarek                                | 4 × 400 m        | 3:23,10 min  | 1       | —             | —             | 3:20,53 min   | 2             | Silber        |
| Männer |                  |              |         |               |               |               |               |               |
| Karol Zalewski | 400 m            | 2:15,38 min  | 8       | ausgeschieden | ausgeschieden | ausgeschieden | ausgeschieden | ausgeschieden |
| Mateusz Borkowski | 800 m            | 1:45,34 min  | 2       | 1:46,54 min   | 8             | ausgeschieden | ausgeschieden | ausgeschieden |
| Patryk Dobek | 800 m            | 1:46,59 min  | 3       | 1:44,60 min   | 1             | 1:45,39 min   | 3             | Bronze        |
| Marcin Lewandowski | 1500 m           | 4:43,96 min  | 15      | DNF           | DNF           | ausgeschieden | ausgeschieden | ausgeschieden |
| Michał Rozmys | 1500 m           | 3:36,28 min  | 6       | 3:54,53 min   | 13            | 3:32,67 min   | 8             | 8             |
| Damian Czykier | 110 m Hürden     | 13,61 s      | 4       | 13,63 s       | 6             | ausgeschieden | ausgeschieden | ausgeschieden |
| Marcin Chabowski | Marathon         | —            | —       | —             | —             | DNF           | DNF           | DNF           |
| Arkadiusz Gardzielewski | Marathon         | —            | —       | —             | —             | 2:22:50 h     | 63            | 63            |
| Adam Nowicki | Marathon         | —            | —       | —             | —             | 2:17:19 h     | 38            | 38            |
| Łukasz Niedziałek | 20 km Gehen      | —            | —       | —             | —             | DNF           | DNF           | DNF           |
| Rafał Augustyn | 50 km Gehen      | —            | —       | —             | —             | DNF           | DNF           | DNF           |
| Artur Brzozowski | 50 km Gehen      | —            | —       | —             | —             | 3:54:08 h     | 12            | 12            |
| Dawid Tomala | 50 km Gehen      | —            | —       | —             | —             | 3:50:08 h     | 1             | Gold          |
| Dariusz Kowaluk Karol Zalewski Jakub Krzewina Kajetan Duszyński Mateusz Rzeźniczak                                                    | 4 × 400 m        | 2:58,55 min  | 1       | —             | —             | 2:58,46 min   | 5             | 5             |
| Mixed |                  |              |         |               |               |               |               |               |
| Dariusz Kowaluk Iga Baumgart-Witan Małgorzata Hołub-Kowalik Kajetan Duszyński Karol Zalewski Natalia Kaczmarek Justyna Święty-Ersetic | 4 × 400 m        | 3:10,44 min  | 1       | —             | —             | 3:09,87 min   | 1             | Gold          |

 Springen und Werfen 
| Athleten            | Wettbewerb     | Qualifikation | Qualifikation | Finale        | Finale        | Rang   |
| Athleten            | Wettbewerb     | Weite/Höhe    | Rang          | Weite/Höhe    | Rang          | Rang   |
| ------------------- | -------------- | ------------- | ------------- | ------------- | ------------- | ------ |
| Frauen              |                |               |               |               |               |        |
| Kamila Lićwinko     | Hochsprung     | 1,95 m        | 8             | 1,93 m        | 11            | 11     |
| Paulina Guba        | Kugelstoßen    | 16,98 m       | 27            | ausgeschieden | ausgeschieden | 27     |
| Klaudia Kardasz     | Kugelstoßen    | 17,76 m       | 18            | ausgeschieden | ausgeschieden | 18     |
| Maria Andrejczyk    | Speerwurf      | 65,24 m       | 1             | 64,61 m       | 2             | Silber |
| Joanna Fiodorow     | Hammerwurf     | 72,32 m       | 10            | 73,83 m       | 7             | 7      |
| Malwina Kopron      | Hammerwurf     | 73,06 m       | 8             | 75,49 m       | 3             | Bronze |
| Anita Włodarczyk    | Hammerwurf     | 76,99 m       | 1             | 78,48 m       | 1             | Gold   |
| Männer              |                |               |               |               |               |        |
| Piotr Lisek         | Stabhochsprung | 5,75 m        | 11            | 5,80 m        | 6             | 6      |
| Robert Sobera       | Stabhochsprung | 5,65 m        | 15            | ausgeschieden | ausgeschieden | 15     |
| Paweł Wojciechowski | Stabhochsprung | 5,30 m        | 28            | ausgeschieden | ausgeschieden | 28     |
| Konrad Bukowiecki   | Kugelstoßen    | 20,01 m       | 23            | ausgeschieden | ausgeschieden | 23     |
| Michał Haratyk      | Kugelstoßen    | 20,86 m       | 13            | ausgeschieden | ausgeschieden | 13     |
| Piotr Małachowski   | Diskuswurf     | 62,68 m       | 15            | ausgeschieden | ausgeschieden | 15     |
| Bartłomiej Stój     | Diskuswurf     | 62,84 m       | 14            | ausgeschieden | ausgeschieden | 14     |
| Paweł Fajdek        | Hammerwurf     | 76,46 m       | 9             | 81,53 m       | 3             | Bronze |
| Wojciech Nowicki    | Hammerwurf     | 79,78 m       | 1             | 82,52 m       | 1             | Gold   |
| Marcin Krukowski    | Speerwurf      | 74,65         | 28            | ausgeschieden | ausgeschieden | 28     |
| Cyprian Mrzygłód    | Speerwurf      | 78,33 m       | 20            | ausgeschieden | ausgeschieden | 20     |

 Mehrkampf 
| Athletinnen        | 100 m Hürden | 100 m Hürden | Hochsprung | Hochsprung | Kugelstoßen | Kugelstoßen | 200 m   | 200 m  | Weitsprung | Weitsprung | Speerwurf | Speerwurf | 800 m       | 800 m  | Punkte | Rang |
| Athletinnen        | Zeit         | Punkte       | Höhe       | Punkte     | Weite       | Punkte      | Zeit    | Punkte | Weite      | Punkte     | Weite     | Punkte    | Zeit        | Punkte | Punkte | Rang |
| ------------------ | ------------ | ------------ | ---------- | ---------- | ----------- | ----------- | ------- | ------ | ---------- | ---------- | --------- | --------- | ----------- | ------ | ------ | ---- |
| Siebenkampf Frauen |              |              |            |            |             |             |         |        |            |            |           |           |             |        |        |      |
| Adrianna Sułek     | 13,58 s      | 1039         | 1,83 m     | 1016       | 12,80 m     | 714         | 24,16 s | 965    | 5,93 m     | 828        | 36,84 m   | 607       | 2:07,92 min | 995    | 6164   | 16   |

| Athleten         | 100 m   | 100 m | Weitsprung | Weitsprung | Kugelstoßen | Kugelstoßen | Hochsprung | Hochsprung | 400 m   | 400 m | 110 m Hürden | 110 m Hürden | Diskuswurf | Diskuswurf | Stabhochsprung | Stabhochsprung | Speerwurf | Speerwurf | 1500 m      | 1500 m | Punkte | Rang |
| Athleten         | Zeit    | Pkte. | Weite      | Pkte.      | Weite       | Pkte.       | Höhe       | Pkte.      | Zeit    | Pkte. | Zeit         | Pkte.        | Weite      | Pkte.      | Höhe           | Pkte.          | Weite     | Pkte.     | Zeit        | Pkte.  | Punkte | Rang |
| ---------------- | ------- | ----- | ---------- | ---------- | ----------- | ----------- | ---------- | ---------- | ------- | ----- | ------------ | ------------ | ---------- | ---------- | -------------- | -------------- | --------- | --------- | ----------- | ------ | ------ | ---- |
| Zehnkampf Männer |         |       |            |            |             |             |            |            |         |       |              |              |            |            |                |                |           |           |             |        |        |      |
| Paweł Wiesiołek  | 10,83 s | 899   | 7,27 m     | 878        | 14,90 m     | 784         | 2,02 m     | 822        | 48,24 s | 898   | 14,95 s      | 856          | 48,27 m    | 834        | 4,80 m         | 849            | 51,60 m   | 612       | 4:30,02 min | 744    | 8176   | 12   |

### Moderner Fünfkampf
| Athleten          | Fechten | Fechten | Schwimmen   | Schwimmen | Reiten   | Reiten | Combined     | Combined | Punkte | Rang |
| Athleten          | Bilanz  | Punkte  | Zeit        | Punkte    | Zeit     | Punkte | Zeit         | Punkte   | Punkte | Rang |
| ----------------- | ------- | ------- | ----------- | --------- | -------- | ------ | ------------ | -------- | ------ | ---- |
| Frauen            |         |         |             |           |          |        |              |          |        |      |
| Anna Maliszewska  | 18+0    | 208     | 2:17,23 min | 276       | 112,27 s | 234    | 12:15,02 min | 565      | 1283   | 20   |
| Männer            |         |         |             |           |          |        |              |          |        |      |
| Łukasz Gutkowski  | 19+1    | 215     | 2:00,59 min | 309       | 81,31 s  | 278    | 11:02,50 min | 638      | 1440   | 12   |
| Sebastian Stasiak | 18+0    | 208     | 2:04,59 min | 301       | 79,65 s  | 286    | 10:55,95 min | 645      | 1440   | 13   |

### Radsport

#### Bahn
| Athleten                                        | Wettbewerb | Qualifikation | Qualifikation | Finals        | Finals        | Rang |
| Athleten                                        | Wettbewerb | Zeit/Punkte   | Rang          | Zeit/Punkte   | Rang          | Rang |
| ----------------------------------------------- | ---------- | ------------- | ------------- | ------------- | ------------- | ---- |
| Frauen                                          |            |               |               |               |               |      |
| Marlena Karwacka                                | Sprint     | 11,083 s      | 26            | ausgeschieden | ausgeschieden | 26   |
| Urszula Łoś                                     | Sprint     | 11,047 s      | 25            | ausgeschieden | ausgeschieden | 25   |
| Daria Pikulik Wiktoria Pikulik                  | Madison    | —             | —             | 9             | 6             | 6    |
| Marlena Karwacka Urszula Łoś                    | Teamsprint | 33,244 s      | 8             | 33,054 s      | 7             | 7    |
| Männer                                          |            |               |               |               |               |      |
| Patryk Rajkowski                                | Sprint     | 9,594 s       | 14            | ausgeschieden | ausgeschieden | 16   |
| Mateusz Rudyk                                   | Sprint     | 9,493 s       | 7             | ausgeschieden | ausgeschieden | 17   |
| Szymon Sajnok Daniel Staniszewski               | Madison    | —             | —             | 0             | 8             | 8    |
| Krzysztof Maksel Patryk Rajkowski Mateusz Rudyk | Teamsprint | 43,516 s      | 8             | 46,431 s      | 8             | 8    |

Keirin
| Athleten         | Wettbewerb | 1. Runde | Hoffnungslauf | Viertelfinale | Halbfinale    | Finale        | Rang          |
| Athleten         | Wettbewerb | Rang     | Rang          | Rang          | Rang          | Rang          | Rang          |
| ---------------- | ---------- | -------- | ------------- | ------------- | ------------- | ------------- | ------------- |
| Frauen           |            |          |               |               |               |               |               |
| Marlena Karwacka | Keirin     | 5        | 4             | ausgeschieden | ausgeschieden | ausgeschieden | ausgeschieden |
| Urszula Łoś      | Keirin     | 3        | 3             | ausgeschieden | ausgeschieden | ausgeschieden | ausgeschieden |
| Männer           |            |          |               |               |               |               |               |
| Patryk Rajkowski | Keirin     | 3        | 5             | ausgeschieden | ausgeschieden | ausgeschieden | ausgeschieden |
| Mateusz Rudyk    | Keirin     | 6        | 4             | ausgeschieden | ausgeschieden | ausgeschieden | ausgeschieden |

Omnium
| Frauen        |        |    |     |    |     |     |     |     |     |     |     |
| Daria Pikulik | Omnium | 16 | DNF | 0  | DNF | DNS | DNS | DNS | DNS | DNF | DNF |
| Männer        |        |    |     |    |     |     |     |     |     |     |     |
| Szymon Sajnok | Omnium | 14 | 14  | 24 | 9   | 10  | 16  | 0   | 14  | 48  | 16  |

#### Straße
| Athleten             | Wettbewerb       | Zeit         | Rang |
| -------------------- | ---------------- | ------------ | ---- |
| Frauen               |                  |              |      |
| Marta Lach           | Straßenrennen    | 3:55:13 h    | 18   |
| Katarzyna Niewiadoma | Straßenrennen    | 3:54:31 h    | 14   |
| Anna Plichta         | Straßenrennen    | 3:55:58 h    | 27   |
| Anna Plichta         | Einzelzeitfahren | 34:56,95 min | 24   |
| Männer               |                  |              |      |
| Maciej Bodnar        | Straßenrennen    | DNF          | –    |
| Michał Kwiatkowski   | Straßenrennen    | 6:07:01 h    | 11   |
| Rafał Majka          | Straßenrennen    | 6:09:06 h    | 19   |
| Maciej Bodnar        | Einzelzeitfahren | 58:47,10 min | 18   |

#### Mountainbike
| Athleten          | Wettbewerb    | Zeit      | Rang |
| ----------------- | ------------- | --------- | ---- |
| Frauen            |               |           |      |
| Maja Włoszczowska | Cross-Country | 1:24:25 h | 20   |
| Männer            |               |           |      |
| Bartłomiej Wawak  | Cross-Country | 1:29:10 h | 19   |

### Reiten

#### Vielseitigkeitsreiten
| Athleten                                                                                   | Wettbewerb | Minuspunkte Dressur | Minuspunkte Gelände | Minuspunkte Springen | Minuspunkte Gesamt | Rang          |
| ------------------------------------------------------------------------------------------ | ---------- | ------------------- | ------------------- | -------------------- | ------------------ | ------------- |
| Małgorzata Cybulska mit Chenaro 2                                                          | Einzel     | 31,00               | ausgeschieden       | ausgeschieden        | ausgeschieden      | ausgeschieden |
| Jan Kamiński mit Jard                                                                      | Einzel     | 33,10               | 45,90               | 9,20                 | 55,10              | 29            |
| Joanna Pawlak mit Fantastic Frieda                                                         | Einzel     | 40,50               | 85,70               | ausgeschieden        | ausgeschieden      | ausgeschieden |
| Malgorzata Cybulska mit Chenaro 2 Jan Kaminski mit Jard Joanna Pawlak mit Fantastic Frieda | Mannschaft | 104,60              | 109,20              | 117,20               | 479,80             | 13            |

### Ringen

#### Freier Stil
Legende: G = Gewonnen, V = Verloren, S = Schultersieg
| Athleten                   | Wettbewerb       | Achtelfinale     | Achtelfinale | Viertelfinale | Viertelfinale | Halbfinale    | Halbfinale    | Hoffnungsrunde Halbfinale | Hoffnungsrunde Halbfinale | Hoffnungsrunde Finale | Hoffnungsrunde Finale | Finale        | Finale        | Rang |
| Athleten                   | Wettbewerb       | Gegner           | Ergebnis     | Gegner        | Ergebnis      | Gegner        | Ergebnis      | Gegner                    | Ergebnis                  | Gegner                | Ergebnis              | Gegner        | Ergebnis      | Rang |
| -------------------------- | ---------------- | ---------------- | ------------ | ------------- | ------------- | ------------- | ------------- | ------------------------- | ------------------------- | --------------------- | --------------------- | ------------- | ------------- | ---- |
| Frauen                     |                  |                  |              |               |               |               |               |                           |                           |                       |                       |               |               |      |
| Roksana Zasina             | Klasse bis 53 kg | T. Amanschol     | G 3:2        | M. Mukaida    | V 2:12        | ausgeschieden | ausgeschieden | J. Essombe                | V 4:4                     | ausgeschieden         | ausgeschieden         | ausgeschieden | ausgeschieden | 7    |
| Jowita Wrzesień            | Klasse bis 57 kg | E. Nikolowa      | V 0:3        | ausgeschieden | ausgeschieden | ausgeschieden | ausgeschieden | ausgeschieden             | ausgeschieden             | ausgeschieden         | ausgeschieden         | ausgeschieden | ausgeschieden | 16   |
| Agnieszka Wieszczek-Kordus | Klasse bis 68 kg | A. Tscherkassowa | V 0:11       | ausgeschieden | ausgeschieden | ausgeschieden | ausgeschieden | ausgeschieden             | ausgeschieden             | ausgeschieden         | ausgeschieden         | ausgeschieden | ausgeschieden | 16   |
| Männer                     |                  |                  |              |               |               |               |               |                           |                           |                       |                       |               |               |      |
| Magomedmurad Gadżijew      | Klasse bis 65 kg | G. Pilidis       | G 11:0       | G. Raschidow  | V 2:6         | ausgeschieden | ausgeschieden | ausgeschieden             | ausgeschieden             | ausgeschieden         | ausgeschieden         | ausgeschieden | ausgeschieden | 7    |
| Kamil Rybicki              | Klasse bis 74 kg | A. Hussen        | V 1:6        | ausgeschieden | ausgeschieden | ausgeschieden | ausgeschieden | ausgeschieden             | ausgeschieden             | ausgeschieden         | ausgeschieden         | ausgeschieden | ausgeschieden | 13   |

#### Griechisch-römischer Stil
Legende: G = Gewonnen, V = Verloren, S = Schultersieg
| Athleten         | Wettbewerb       | Achtelfinale | Achtelfinale | Viertelfinale | Viertelfinale | Halbfinale  | Halbfinale | Hoffnungsrunde Halbfinale | Hoffnungsrunde Halbfinale | Hoffnungsrunde Finale | Hoffnungsrunde Finale | Finale        | Finale        | Rang   |
| Athleten         | Wettbewerb       | Gegner       | Ergebnis     | Gegner        | Ergebnis      | Gegner      | Ergebnis   | Gegner                    | Ergebnis                  | Gegner                | Ergebnis              | Gegner        | Ergebnis      | Rang   |
| ---------------- | ---------------- | ------------ | ------------ | ------------- | ------------- | ----------- | ---------- | ------------------------- | ------------------------- | --------------------- | --------------------- | ------------- | ------------- | ------ |
| Männer           |                  |              |              |               |               |             |            |                           |                           |                       |                       |               |               |        |
| Tadeusz Michalik | Klasse bis 97 kg | H. Achouri   | G 10:0       | G. Hancock    | G 4:3         | M. Jewlojew | V 1:7      | —                         | —                         | A. Szőke              | G 10:0                | ausgeschieden | ausgeschieden | Bronze |

### Rudern
Bei den Weltmeisterschaften 2019 qualifizierte sich das polnische Team in 6 der 14 Bootskategorien für die Olympischen Spiele.
| Athleten                                                                 | Wettbewerb                  | Vorlauf     | Vorlauf | Vorlauf       | Hoffnungslauf | Hoffnungslauf | Hoffnungslauf  | Halbfinale  | Halbfinale | Halbfinale    | Finale      | Finale | Rang   |
| Athleten                                                                 | Wettbewerb                  | Zeit        | Platz   | Qualifikation | Zeit          | Platz         | Qualifikation  | Zeit        | Platz      | Qualifikation | Zeit        | Platz  | Rang   |
| ------------------------------------------------------------------------ | --------------------------- | ----------- | ------- | ------------- | ------------- | ------------- | -------------- | ----------- | ---------- | ------------- | ----------- | ------ | ------ |
| Frauen                                                                   |                             |             |         |               |               |               |                |             |            |               |             |        |        |
| Agnieszka Kobus-Zawojska Marta Wieliczko Maria Sajdak Katarzyna Zillmann | Doppelvierer                | 6:18,62 min | 2       | Finale        | –             | –             | –              | —           | —          | —             | 6:11,6 min  | 2      | Silber |
| Maria Wierzbowska Olga Michałkiewicz Monika Chabel Joanna Dittmann       | Vierer ohne Steuerfrau      | 6:48,33 min | 5       | Hoffnungslauf | 6:46,57 min   | 2             | Finale A       | —           | —          | —             | 6:29,95 min | 6      | 6      |
| Männer                                                                   |                             |             |         |               |               |               |                |             |            |               |             |        |        |
| Mirosław Ziętarski Mateusz Biskup                                        | Doppelzweier                | 6:11,22 min | 1       | Halbfinale    | –             | –             | –              | 6:24,50 min | 3          | Finale A      | 6:09,17 min | 6      | 6      |
| Jerzy Kowalski Artur Mikołajczewski                                      | Leichtgewichts-Doppelzweier | 6:31,85 min | 3       | Hoffnungslauf | 6:43,44 min   | 1             | Halbfinale A/B | 6:12,79 min | 4          | Finale B      | 6:16,01 min | 2      | 8      |
| Dominik Czaja Wiktor Chabel Szymon Pośnik Fabian Barański                | Doppelvierer                | 5:39,25 min | 1       | Finale A      | –             | –             | –              | —           | —          | —             | 5:34,27 min | 4      | 4      |
| Mateusz Wilangowski Mikołaj Burda Marcin Brzeziński Michał Szpakowski    | Vierer ohne Steuermann      | 6:03,38 min | 3       | Hoffnungslauf | 6:12,52 min   | 3             | Finale B       | —           | —          | —             | 5:57,17 min | 1      | 7      |

### Schießen
| Athleten                         | Wettbewerb                               | Qualifikation   | Qualifikation | Finale          | Finale        | Ringe/ Scheiben | Rang |
| Athleten                         | Wettbewerb                               | Ringe/ Scheiben | Rang          | Ringe/ Scheiben | Rang          | Ringe/ Scheiben | Rang |
| -------------------------------- | ---------------------------------------- | --------------- | ------------- | --------------- | ------------- | --------------- | ---- |
| Frauen                           |                                          |                 |               |                 |               |                 |      |
| Aneta Stankiewicz                | Luftgewehr 10 Meter                      | 626,8           | 15            | ausgeschieden   | ausgeschieden | 626,8           | 15   |
| Aneta Stankiewicz                | Kleinkaliber Dreistellungskampf 50 Meter | 1167            | 16            | ausgeschieden   | ausgeschieden | 1167            | 16   |
| Klaudia Breś                     | Luftpistole 10 Meter                     | 571             | 21            | ausgeschieden   | ausgeschieden | 571             | 21   |
| Klaudia Breś                     | Sportpistole 25 Meter                    | 578             | 24            | ausgeschieden   | ausgeschieden | 578             | 24   |
| Sandra Bernal                    | Trap                                     | 119             | 9             | ausgeschieden   | ausgeschieden | 119             | 9    |
| Aleksandra Jarmolińska           | Skeet                                    | 114             | 19            | ausgeschieden   | ausgeschieden | 114             | 19   |
| Männer                           |                                          |                 |               |                 |               |                 |      |
| Tomasz Bartnik                   | Luftgewehr 10 Meter                      | 625,4           | 23            | ausgeschieden   | ausgeschieden | 625,4           | 23   |
| Tomasz Bartnik                   | Kleinkaliber Dreistellungskampf 50 Meter | 1171            | 15            | ausgeschieden   | ausgeschieden | 1171            | 15   |
| Mixed                            |                                          |                 |               |                 |               |                 |      |
| Tomasz Bartnik Aneta Stankiewicz | Luftgewehr 10 Meter                      | 630,8           | 2             | 414,0           | 8             | 1044,8          | 8    |

### Schwimmen
| Athleten                                                         | Wettbewerb          | Vorlauf     | Vorlauf | Halbfinale    | Halbfinale    | Finale        | Finale        | Rang          |
| Athleten                                                         | Wettbewerb          | Zeit        | Rang    | Zeit          | Rang          | Zeit          | Rang          | Rang          |
| ---------------------------------------------------------------- | ------------------- | ----------- | ------- | ------------- | ------------- | ------------- | ------------- | ------------- |
| Frauen                                                           |                     |             |         |               |               |               |               |               |
| Katarzyna Wasick                                                 | 50 m Freistil       | 24,31 s     | 5       | 24,26 s       | 5             | 24,32 s       | 5             | 5             |
| Laura Bernat                                                     | 200 m Rücken        | 2:10,37 min | 13      | 2:12,86 min   | 14            | ausgeschieden | ausgeschieden | 14            |
| Männer                                                           |                     |             |         |               |               |               |               |               |
| Konrad Czerniak                                                  | 50 m Freistil       | 22,33 s     | 31      | ausgeschieden | ausgeschieden | ausgeschieden | ausgeschieden | 31            |
| Paweł Juraszek                                                   | 50 m Freistil       | 21,97 s     | 15      | 21,88 s       | 14            | ausgeschieden | ausgeschieden | 14            |
| Kacper Stokowski                                                 | 100 m Rücken        | 53,99 s     | 23      | ausgeschieden | ausgeschieden | ausgeschieden | ausgeschieden | 23            |
| Radosław Kawęcki                                                 | 200 m Rücken        | 1:56,83 min | 6       | 1:56,68 min   | 7             | 1:56,39 min   | 6             | 6             |
| Jakub Skierka                                                    | 200 m Rücken        | 1:59,30 min | 27      | ausgeschieden | ausgeschieden | ausgeschieden | ausgeschieden | 27            |
| Jakub Majerski                                                   | 100 m Schmetterling | 50,97 s     | 3       | 51,24 s       | 7             | 50,92 s       | 5             | 5             |
| Paweł Korzeniowski                                               | 100 m Schmetterling | 52,00 s     | 22      | ausgeschieden | ausgeschieden | ausgeschieden | ausgeschieden | 22            |
| Krzysztof Chmielewski                                            | 200 m Schmetterling | 1:55,77 min | 13      | 1:55,29 min   | 7             | 1:55,88 min   | 8             | 8             |
| Jakub Majerski                                                   | 200 m Schmetterling | 1:57,91     | 27      | ausgeschieden | ausgeschieden | ausgeschieden | ausgeschieden | 27            |
| Konrad Czerniak Jakub Kraska Kacper Majchrzak Karol Ostrowski    | 4 × 100 m Freistil  | 3:13,88 min | 11      | —             | —             | ausgeschieden | ausgeschieden | 11            |
| Radosław Kawęcki Jakub Kraska Kacper Majchrzak Kamil Sieradzki   | 4 × 200 m Freistil  | 7:18,91 min | 15      | —             | —             | ausgeschieden | ausgeschieden | 15            |
| Jan Kozakiewicz Jakub Kraska Jakub Majerski Kacper Stokowski     | 4 × 100 m Lagen     | 3:32,62 min | 9       | —             | —             | ausgeschieden | ausgeschieden | 9             |
| Mixed                                                            |                     |             |         |               |               |               |               |               |
| Kornelia Fiedkiewicz Jan Kozakiewicz Jakub Majerski Paulina Peda | 4 × 100 m Lagen     | DSQ         | DSQ     | —             | —             | ausgeschieden | ausgeschieden | ausgeschieden |

### Segeln
| Athleten                           | Wettbewerb      | Qualifikation | Qualifikation | Medal Race    | Medal Race    | Punkte | Rang   |
| Athleten                           | Wettbewerb      | Punkte        | Rang          | Punkte        | Rang          | Punkte | Rang   |
| ---------------------------------- | --------------- | ------------- | ------------- | ------------- | ------------- | ------ | ------ |
| Frauen                             |                 |               |               |               |               |        |        |
| Zofia Noceti-Klepacka              | Windsurfen RS:X | 86            | 9             | 10            | 5             | 96     | 9      |
| Magdalena Kwaśna                   | Laser Radial    | 153           | 17            | ausgeschieden | ausgeschieden | 153    | 17     |
| Agnieszka Skrzypulec Jolanta Ogar  | 470er           | 46            | 2             | 8             | 4             | 54     | Silber |
| Aleksandra Melzacka Kinga Łoboda   | 49erFX          | 128           | 15            | ausgeschieden | ausgeschieden | 128    | 15     |
| Männer                             |                 |               |               |               |               |        |        |
| Piotr Myszka                       | Windsurfen RS:X | 57            | 4             | 22            | 11            | 79     | 6      |
| Paweł Kołodziński Łukasz Przybytek | 49er            | 100           | 9             | 8             | 4             | 108    | 9      |

### Skateboard
| Athleten      | Wettbewerb | Qualifikation | Qualifikation | Finale        | Finale        | Rang |
| Athleten      | Wettbewerb | Punkte        | Rang          | Punkte        | Rang          | Rang |
| ------------- | ---------- | ------------- | ------------- | ------------- | ------------- | ---- |
| Frauen        |            |               |               |               |               |      |
| Amelia Brodka | Park       | 20,17         | 17            | ausgeschieden | ausgeschieden | 17   |

### Sportklettern
| Athleten            | Wettbewerb             | Qualifikation | Qualifikation | Qualifikation | Qualifikation | Qualifikation | Finale | Finale   | Finale        | Finale | Finale | Rang |
| Athleten            | Wettbewerb             | Speed         | Bouldern      | Schwierigkeit | Punkte        | Rang          | Speed  | Bouldern | Schwierigkeit | Punkte | Rang   | Rang |
| ------------------- | ---------------------- | ------------- | ------------- | ------------- | ------------- | ------------- | ------ | -------- | ------------- | ------ | ------ | ---- |
| Frauen              |                        |               |               |               |               |               |        |          |               |        |        |      |
| Aleksandra Mirosław | Olympische Kombination | 1             | 20            | 19            | 380           | 7             | 1      | 8        | 8             | 64     | 4      | 4    |

### Taekwondo
| Athleten             | Wettbewerb        | Achtelfinale | Achtelfinale | Viertelfinale | Viertelfinale | Hoffnungsrunde Halbfinale | Hoffnungsrunde Halbfinale | Halbfinale    | Halbfinale    | Hoffnungsrunde Finale | Hoffnungsrunde Finale | Finale        | Finale        | Rang |
| Athleten             | Wettbewerb        | Gegner       | Erg.         | Gegner        | Erg.          | Gegner                    | Erg.                      | Gegner        | Erg.          | Gegner                | Erg.                  | Gegner        | Erg.          | Rang |
| -------------------- | ----------------- | ------------ | ------------ | ------------- | ------------- | ------------------------- | ------------------------- | ------------- | ------------- | --------------------- | --------------------- | ------------- | ------------- | ---- |
| Frauen               |                   |              |              |               |               |                           |                           |               |               |                       |                       |               |               |      |
| Patrycja Adamkiewicz | Klasse bis 57 kg  | L. Zhou      | 17:31        | ausgeschieden | ausgeschieden | ausgeschieden             | ausgeschieden             | ausgeschieden | ausgeschieden | ausgeschieden         | ausgeschieden         | ausgeschieden | ausgeschieden | 11   |
| Aleksandra Kowalczuk | Klasse über 67 kg | R. Stewart   | 7:2          | M. Mandić     | 4:11          | F. Ogallo                 | 15:7                      | ausgeschieden | ausgeschieden | B. Walkden            | 3:7                   | ausgeschieden | ausgeschieden | 5    |

### Tennis
| Athleten                      | Wettbewerb | 1. Runde                    | 1. Runde  | 2. Runde      | 2. Runde      | Achtelfinale  | Achtelfinale  | Viertelfinale           | Viertelfinale | Halbfinale    | Halbfinale    | Finale / Platz 3 | Finale / Platz 3 |
| Athleten                      | Wettbewerb | Gegner                      | Ergebnis  | Gegner        | Ergebnis      | Gegner        | Ergebnis      | Gegner                  | Ergebnis      | Gegner        | Ergebnis      | Gegner           | Ergebnis         |
| ----------------------------- | ---------- | --------------------------- | --------- | ------------- | ------------- | ------------- | ------------- | ----------------------- | ------------- | ------------- | ------------- | ---------------- | ---------------- |
| Frauen                        |            |                             |           |               |               |               |               |                         |               |               |               |                  |                  |
| Iga Świątek                   | Einzel     | M. Barthel                  | 6:2, 6:2  | P. Badosa     | 3:6, 6:74     | ausgeschieden | ausgeschieden | ausgeschieden           | ausgeschieden | ausgeschieden | ausgeschieden | ausgeschieden    | ausgeschieden    |
| Magda Linette                 | Einzel     | A. Sabalenka                | 2:6, 1:6  | ausgeschieden | ausgeschieden | ausgeschieden | ausgeschieden | ausgeschieden           | ausgeschieden | ausgeschieden | ausgeschieden | ausgeschieden    | ausgeschieden    |
| Magda Linette Alicja Rosolska | Doppel     | B. Mattek-Sands / J. Pegula | 1:6, 3:6  | —             | —             | ausgeschieden | ausgeschieden | ausgeschieden           | ausgeschieden | ausgeschieden | ausgeschieden | ausgeschieden    | ausgeschieden    |
| Männer                        |            |                             |           |               |               |               |               |                         |               |               |               |                  |                  |
| Hubert Hurkacz                | Einzel     | L. Saville                  | 6:2, 6:4  | L. Broady     | 5:7, 6:3, 3:6 | ausgeschieden | ausgeschieden | ausgeschieden           | ausgeschieden | ausgeschieden | ausgeschieden | ausgeschieden    | ausgeschieden    |
| Kamil Majchrzak               | Einzel     | M. Kecmanović               | 4:6, 2:6  | ausgeschieden | ausgeschieden | ausgeschieden | ausgeschieden | ausgeschieden           | ausgeschieden | ausgeschieden | ausgeschieden | ausgeschieden    | ausgeschieden    |
| Hubert Hurkacz Łukasz Kubot   | Doppel     | J.-L. Struff / A. Zverev    | 2:6, 6:75 | —             | —             | ausgeschieden | ausgeschieden | ausgeschieden           | ausgeschieden | ausgeschieden | ausgeschieden | ausgeschieden    | ausgeschieden    |
| Mixed                         |            |                             |           |               |               |               |               |                         |               |               |               |                  |                  |
| Iga Świątek Łukasz Kubot      | Mixed      | F. Ferro / P.-H. Herbert    | 3:6, 6:73 | —             | —             | —             | —             | J. Wesnina / A. Karazew | 4:6, 4:6      | ausgeschieden | ausgeschieden | ausgeschieden    | ausgeschieden    |

### Tischtennis
| Athleten                              | Wettbewerb | 1. Runde         | 1. Runde | 2. Runde      | 2. Runde | 3. Runde      | 3. Runde      | Achtelfinale  | Achtelfinale  | Viertelfinale | Viertelfinale | Halbfinale    | Halbfinale    | Finale/Platz 3 | Finale/Platz 3 | Rang  |
| Athleten                              | Wettbewerb | Gegner           | Erg.     | Gegner        | Erg.     | Gegner        | Erg.          | Gegner        | Erg.          | Gegner        | Erg.          | Gegner        | Erg.          | Gegner         | Erg.           | Rang  |
| ------------------------------------- | ---------- | ---------------- | -------- | ------------- | -------- | ------------- | ------------- | ------------- | ------------- | ------------- | ------------- | ------------- | ------------- | -------------- | -------------- | ----- |
| Frauen                                |            |                  |          |               |          |               |               |               |               |               |               |               |               |                |                |       |
| Li Qian                               | Einzel     | —                | —        | Jian Fang Lay | 2:4      | ausgeschieden | ausgeschieden | ausgeschieden | ausgeschieden | ausgeschieden | ausgeschieden | ausgeschieden | ausgeschieden | ausgeschieden  | ausgeschieden  | 33–48 |
| Natalia Partyka                       | Einzel     | Michelle Bromley | 4:0      | Dina Meshref  | 2:4      | ausgeschieden | ausgeschieden | ausgeschieden | ausgeschieden | ausgeschieden | ausgeschieden | ausgeschieden | ausgeschieden | ausgeschieden  | ausgeschieden  | 33–48 |
| Li Qian Natalia Partyka Natalia Bajor | Mannschaft | —                | —        | —             | —        | —             | —             | Südkorea      | 0:3           | ausgeschieden | ausgeschieden | ausgeschieden | ausgeschieden | ausgeschieden  | ausgeschieden  | 9–16  |

### Turnen

#### Gerätturnen
| Athleten        | Wettbewerb       | Qualifikation | Qualifikation | Finale        | Finale        | Rang |
| Athleten        | Wettbewerb       | Punkte        | Rang          | Punkte        | Rang          | Rang |
| --------------- | ---------------- | ------------- | ------------- | ------------- | ------------- | ---- |
| Frauen          |                  |               |               |               |               |      |
| Gabriela Sasnal | Boden            | 11,933        | 73            | ausgeschieden | ausgeschieden | 73   |
| Gabriela Sasnal | Schwebebalken    | 12,433        | 54            | ausgeschieden | ausgeschieden | 54   |
| Gabriela Sasnal | Stufenbarren     | 12,966        | 48            | ausgeschieden | ausgeschieden | 48   |
| Gabriela Sasnal | Mehrkampf Einzel | 50,932        | 54            | ausgeschieden | ausgeschieden | 54   |

### Volleyball
| Wettbewerb    | Männer |
| ------------- | --- |
| Athleten      | Piotr Nowakowski Łukasz Kaczmarek Bartosz Kurek Wilfredo León Fabian Drzyzga Grzegorz Łomacz Michał Kubiak Aleksander Śliwka Jakub Kochanowski Kamil Semeniuk Paweł Zatorski Mateusz Bieniek |
| Trainer       | Vital Heynen |
| Gruppenphase  | Iran (2:3) Italien (3:0) Venezuela (3:1) Japan (3:0) Kanada (3:0) |
| Viertelfinale | Frankreich (2:3) |
| Halbfinale    | ausgeschieden |
| Finale        | ausgeschieden |
| Platzierung   | 5 |